# 삿포로 스텔라 플레이스

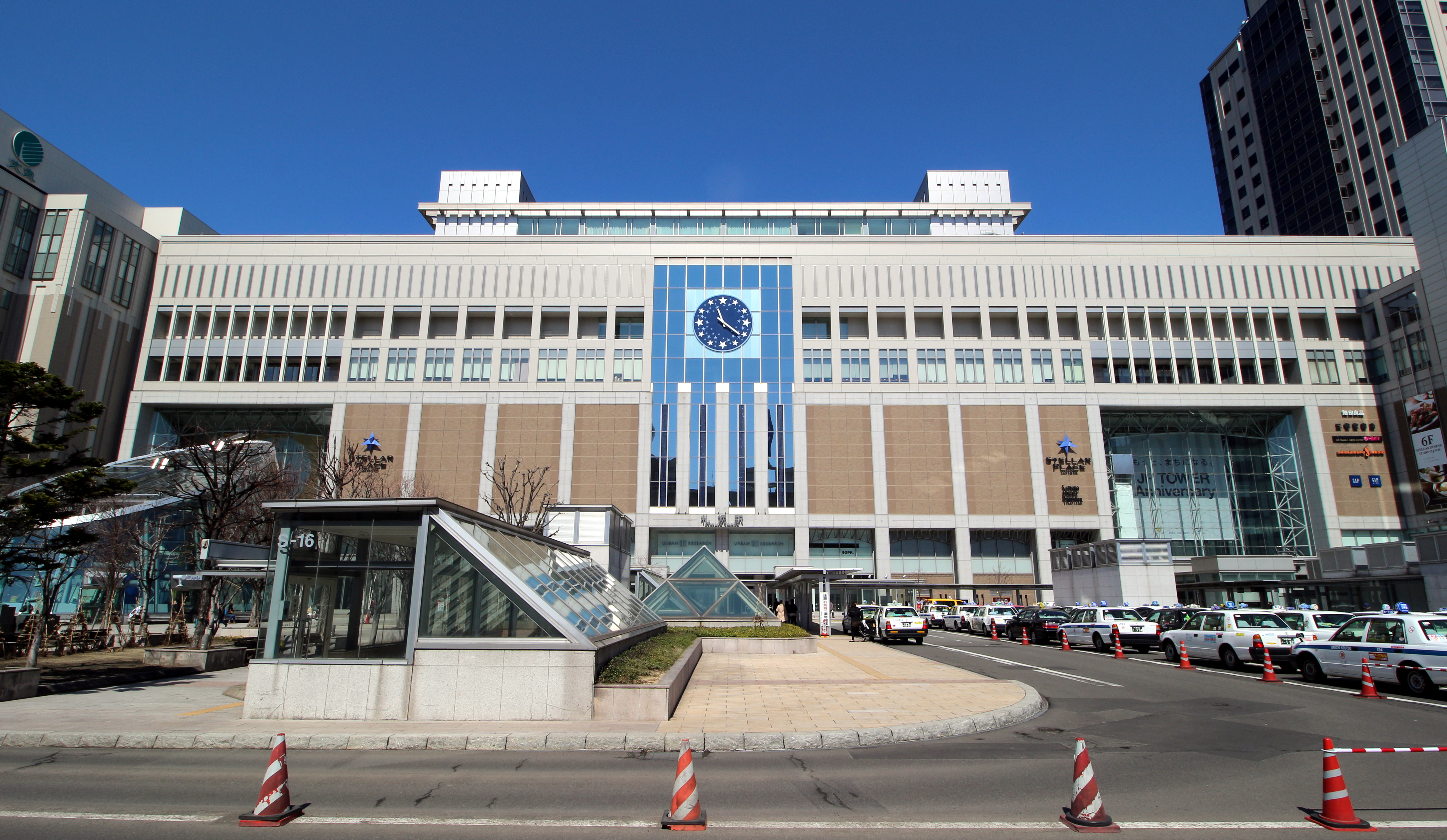
삿포로 스텔라 플레이스 (2018년 4월)

삿포로 스텔라 플레이스(일본어: 札幌ステラプレイス, 영어: STELLAR PLACE SAPPORO)는 일본 홋카이도 삿포로시 주오구에 위치한 복합 상업시설이다. JR 타워 (JR 타워 스퀘어)를 구성하는 시설이다.
삿포로역의 고가화에 따른 구 지상 역 부지의 재개발 사업에 의해 건설되었다. 삿포로 역 1층 동서의 중앙 광장과 일체화된 형태로 지상 1층과 지하 1층에 큰 통로를 마련하고, 동쪽 광장 (이스트 애비뉴)에서 동쪽을 스텔라 플레이스 이스트(STELLAR PLACE EAST), 서쪽 광장 (웨스트 애비뉴)과 동쪽 광장 (이스트 애비뉴)의 사이를 스텔라 플레이스 센터(STELLAR PLACE CENTER)라고 하고 있다.
외벽 정면 (외관) 중앙부에는 홋카이도 출신의 조각가 이가라시 다케노부 작품의 별의 대시계(星の大時計)를 배치하고 있으며, 대시계의 외벽 하단에 부착된 태양 전지판  동력원으로 하고 있다.